# Liste der Staatsoberhäupter 46
Übersicht
◄◄ | ◄ | 42 | 43 | 44 | 45 | Liste der Staatsoberhäupter 46 | 47 | 48 | 49 | 50 | ► | ►►

Weitere Ereignisse

## Afrika
- Aksumitisches Reich
  - König: Zoskales (ca. 50)

- Reich von Kusch
  - König: Natakamani und Amanitore (ca. 50)

- Römisches Reich
  - Provincia Romana Aegyptus
    - Präfekt: Gaius Iulius Postumus (45–47)

## Asien
- Armenien
  - König: Mithradates (42–51)

- Chalkis
  - König: Herodes von Chalkis (44–48)

- China
  - Kaiser: Han Guangwu di (25–57)

- Iberien (Kartlien)
  - König: Pharasmanes I. (Parsman I.); (Aderk) (1–58)

- Indien
  - Indo-Parthisches Königreich
    - König: Gondophares (20–50)

  - Satavahana
    - König: vgl. Liste der Herrscher von Satavahana

- Japan (Legendäre Kaiser)
  - Kaiser: Suinin (29 v. Chr.–70)

- Kleinarmenien
  - König: Kotys IX. (38–54)

- Kommagene
  - König: Antiochos IV. (38–72)

- Korea
  - Baekje
    - König: Daru (29–77)

  - Gaya
    - König: Suro (42–199?)

  - Goguryeo
    - König: Minjung (44–48)

  - Silla
    - König: Yuri (24–57)

- Kuschana
  - König: Kujula Kadphises (30–80)

- Nabataea
  - König: Malichus II. (Maliku) (40–70)

- Osrhoene
  - König: Abgar V. (13–50)

- Partherreich
  - Schah (Großkönig): Gotarzes II. (38–51)

- Pontos
  - König: Polemon II. (38–64)

- Römisches Reich
  - Provincia Romana Iudaea
    - Prokurator: Cuspius Fadus (44–46)
    - Prokurator: Tiberius Iulius Alexander (46–48)
    - Vorsitzender des Hohen Rates: Gamaliel I. (9–50)
    - Hohepriester von Judäa: Joseph ben Kami (45–47)

  - Provincia Romana Syria
    - Präfekt: Gaius Cassius Longinus (44–49)

## Europa
- Bosporanisches Reich
  - König: Kotys I. und Eunike (45/46–68/69)

- Britannien
  - Catuvellaunen
    - König von Catuvellauni: Caratacus (42–51)

- Odrysisches Königreich
  - König: Rhoemetalces III. (Abdera-Linie) (38–46)

- Römisches Reich
  - Kaiser: Claudius (41–54)
    - Konsul: Decimus Valerius Asiaticus (46)
    - Konsul: Marcus Iunius Silanus (46)
    - Suffektkonsul: Camerinus Antistius Vetus (46)
    - Suffektkonsul: Quintus Sulpicius Camerinus (46)
    - Suffektkonsul: Decimus Laelius Balbus (46)
    - Suffektkonsul: Gaius Terentius Tullius Geminus (46)

  - Provincia Romana Britannia
    - Legat: Aulus Plautius (43–47)